# Kamerun i olympiska sommarspelen 2008
Kamerun i olympiska sommarspelen 2008 bestod av 33 idrottare som blivit uttagna av Kameruns olympiska kommitté.

## Bordtennis
- Huvudartikel: Bordtennis vid olympiska sommarspelen 2008

Damer
| Idrottare             | Gren   | Grundomgång           | Omgång 1             | Omgång 2             | Omgång 3             | Omgång 4             | Kvartsfinal          | Semifinal            | Final                |
| Idrottare             | Gren   | Motståndare Resultat  | Motståndare Resultat | Motståndare Resultat | Motståndare Resultat | Motståndare Resultat | Motståndare Resultat | Motståndare Resultat | Motståndare Resultat |
| --------------------- | ------ | --------------------- | -------------------- | -------------------- | -------------------- | -------------------- | -------------------- | -------------------- | -------------------- |
| Victorine Fomun Angum | Singel | Lian Qian (DOM) L 0-4 | Gick inte vidare     | Gick inte vidare     | Gick inte vidare     | Gick inte vidare     | Gick inte vidare     | Gick inte vidare     | Gick inte vidare     |

## Boxning
- Huvudartikel: Boxning vid olympiska sommarspelen 2008

| Tävlande       | Viktklass       | Sextondelsfinal        | Åttondelsfinal       | Kvartsfinal          | Semifinal            | Final                |
| Tävlande       | Viktklass       | Motståndare Resultat   | Motståndare Resultat | Motståndare Resultat | Motståndare Resultat | Motståndare Resultat |
| -------------- | --------------- | ---------------------- | -------------------- | -------------------- | -------------------- | -------------------- |
| Thomas Essomba | Lätt flugvikt   | Danielyan (ARM) L 3-9  | Gick inte vidare     | Gick inte vidare     | Gick inte vidare     | Gick inte vidare     |
| Smaïla Mahaman | Lätt weltervikt | Sotolongo (CUB) L 1-15 | Gick inte vidare     | Gick inte vidare     | Gick inte vidare     | Gick inte vidare     |
| Joseph Mulema  | Weltervikt      | Bongongo (CAF) W 17-2  | Silamu (CHN) L 4-9   | Gick inte vidare     | Gick inte vidare     | Gick inte vidare     |

## Brottning
- Huvudartikel: Brottning vid olympiska sommarspelen 2008

Damer
| Idrottare         | Klass             | Kvalomgång           | Åttondelsfinal                  | Kvartsfinal          | Semifinal            | Final                | Bronsomgång Runda 1  | Bronsomgång Runda 2  | Brongsmedalj- kamp   |                  |
| Idrottare         | Klass             | Motståndare Resultat | Motståndare Resultat            | Motståndare Resultat | Motståndare Resultat | Motståndare Resultat | Motståndare Resultat | Motståndare Resultat | Motståndare Resultat |                  |
| ----------------- | ----------------- | -------------------- | ------------------------------- | -------------------- | -------------------- | -------------------- | -------------------- | -------------------- | -------------------- | ---------------- |
| Ali Annabel Laure | Fristil, tungvikt | Bye                  | Agnieszka Wieszczek (POL) L 0-3 | Gick inte vidare     | Gick inte vidare     | Gick inte vidare     | Gick inte vidare     | Gick inte vidare     | Gick inte vidare     | Gick inte vidare |

## Fotboll
- Huvudartikel: Fotboll vid olympiska sommarspelen 2008
- Herrar

| Nr          | Namn                      | Klubb                    | Födelsedag | SM        | Mål       |           | Gult kort · Gult kort · Rött kort | Rött kort |
| Målvakter   | Målvakter                 | Målvakter                | Målvakter  | Målvakter | Målvakter | Målvakter | Målvakter                         | Målvakter |
| ----------- | ------------------------- | ------------------------ | ---------- | --------- | --------- | --------- | --------------------------------- | --------- |
| 1           | Amour Patrick Tignyemb    | Tonnerre Yaoundé         | 23         | 0         | 0         | 0         | 0                                 | 0         |
| 16          | Joslain Mayebi            | Hakoah Amidar Ramat Gan  | 21         | 0         | 0         | 0         | 0                                 | 0         |
| Försvarare  |                           |                          |            |           |           |           |                                   |           |
| 3           | Antonio Ghomsy*           | FC Messine               | 24         | 0         | 0         | 0         | 0                                 | 0         |
| 4           | André Bikey               | Reading FC               | 23         | 0         | 0         | 0         | 0                                 | 0         |
| 5           | Alexandre Song            | Arsenal FC               | 20         | 0         | 0         | 0         | 0                                 | 0         |
| 12          | Paul Rolland Bebey Kingué | Astres FC                | 21         | 0         | 0         | 0         | 0                                 | 0         |
| 13          | Nicolas Nkoulou           | AS Monaco FC             | 18         | 0         | 0         | 0         | 0                                 | 0         |
| 18          | Alexis Enam               | Club africain            | 21         | 0         | 0         | 0         | 0                                 | 0         |
| Mittfältare |                           |                          |            |           |           |           |                                   |           |
| 2           | Albert Baning             | Paris Saint-Germain      | 23         | 0         | 0         | 0         | 0                                 | 0         |
| 6           | Stéphane Mbia             | Stade rennais            | 22         | 0         | 0         | 0         | 0                                 | 0         |
| 8           | Georges Mandjeck          | VfB Stuttgart            | 19         | 0         | 0         | 0         | 0                                 | 0         |
| 9           | Franck Songo'o            | Portsmouth Football Club | 21         | 0         | 0         | 0         | 0                                 | 0         |
| 14          | Aurélien Chedjou          | Lille OSC                | 23         | 0         | 0         | 0         | 0                                 | 0         |
| 15          | Landry N'Guemo            | AS Nancy-Lorraine        | 22         | 0         | 0         | 0         | 0                                 | 0         |
| 17          | Alain Junior Ollé Ollé    | SC Fribourg              | 21         | 0         | 0         | 0         | 0                                 | 0         |
| Anfallare   |                           |                          |            |           |           |           |                                   |           |
| 7           | Marc Mboua                | Cambuur Leeuwarden       | 21         | 0         | 0         | 0         | 0                                 | 0         |
| 10          | Christian Bekamenga       | FC Nantes                | 22         | 0         | 0         | 0         | 0                                 | 0         |
| 11          | Gustave Bebbe*            | Ankaragücü               | 26         | 0         | 0         | 0         | 0                                 | 0         |
| Coach       |                           |                          |            |           |           |           |                                   |           |
|             | Jules Frédéric Nyongha    |                          | 62         |           |           |           |                                   |           |

- Grupp D

| Lag      | S | V | O | F | GM | IM | MS | P |
| -------- | - | - | - | - | -- | -- | -- | - |
| Italien  | 3 | 2 | 1 | 0 | 6  | 0  | +6 | 7 |
| Kamerun  | 3 | 1 | 2 | 0 | 2  | 1  | +1 | 5 |
| Sydkorea | 3 | 1 | 1 | 1 | 2  | 4  | −2 | 4 |
| Honduras | 3 | 0 | 0 | 3 | 0  | 5  | −5 | 0 |

|       | 2008-08-07 | Sydkorea U23       | 1 – 1     | Kamerun U23  | Qinhuangdao Olympic Sports Center Stadium, Qinhuangdao |                                          |
| 19.45 | 19.45      | Park Chu-Young 68′ | (Rapport) | Mandjeck 81′ | Publik: 21 943 Domare: Jair Marrufo, USA               | Publik: 21 943 Domare: Jair Marrufo, USA |
| 19.45 | 19.45      |                    |           |              | Publik: 21 943 Domare: Jair Marrufo, USA               | Publik: 21 943 Domare: Jair Marrufo, USA |
| 19.45 | 19.45      |                    |           |              | Publik: 21 943 Domare: Jair Marrufo, USA               | Publik: 21 943 Domare: Jair Marrufo, USA |

|       | 2008-08-10 | Kamerun U23 | 1 – 0     | Honduras U23 | Qinhuangdao Olympic Sports Center Stadium, Qinhuangdao |                                                 |
| 17.00 | 17.00      | Mbia 74′    | (Rapport) |              | Publik: 28 657 Domare: Abdullah Al Hilali, Oman        | Publik: 28 657 Domare: Abdullah Al Hilali, Oman |
| 17.00 | 17.00      |             |           |              | Publik: 28 657 Domare: Abdullah Al Hilali, Oman        | Publik: 28 657 Domare: Abdullah Al Hilali, Oman |
| 17.00 | 17.00      |             |           |              | Publik: 28 657 Domare: Abdullah Al Hilali, Oman        | Publik: 28 657 Domare: Abdullah Al Hilali, Oman |

|       | 2008-08-13 | Kamerun U23 | 0 – 0     | Italien U23 | Tianjin Olympic Center Stadium, Tianjin        |                                                |
| 17.00 | 17.00      |             | (Rapport) |             | Publik: 47 307 Domare: Martín Vázquez, Uruguay | Publik: 47 307 Domare: Martín Vázquez, Uruguay |
| 17.00 | 17.00      |             |           |             | Publik: 47 307 Domare: Martín Vázquez, Uruguay | Publik: 47 307 Domare: Martín Vázquez, Uruguay |
| 17.00 | 17.00      |             |           |             | Publik: 47 307 Domare: Martín Vázquez, Uruguay | Publik: 47 307 Domare: Martín Vázquez, Uruguay |

## Friidrott
- Huvudartikel: Friidrott vid olympiska sommarspelen 2008

Förkortningar
- Noteringar – Placeringarna avser endast löparens eget heat
- Q = Kvalificerad till nästa omgång
- q = Kvalificerade sig till nästa omgång som den snabbaste idrottaren eller, i fältgrenarna, via placering utan att uppnå kvalgränsen.
- NR = Nationellt rekord
- N/A = Omgången ingick inte i grenen
- Bye = Idrottaren behövde inte delta i denna omgång

Herrar
Fältgrenar
| Idrottare          | Gren    | Kval    | Kval      | Final            | Final            |
| Idrottare          | Gren    | Distans | Placering | Distans          | Placering        |
| ------------------ | ------- | ------- | --------- | ---------------- | ---------------- |
| Hugo Mamba-Schlick | Tresteg | 16.01   | 15        | Gick inte vidare | Gick inte vidare |

Damer
Bana & landsväg
| Idrottare           | Gren       | Heat     | Heat      | Kvartsfinal | Kvartsfinal | Semifinal        | Semifinal        | Final            | Final            |
| Idrottare           | Gren       | Resultat | Placering | Resultat    | Placering   | Resultat         | Placering        | Resultat         | Placering        |
| ------------------- | ---------- | -------- | --------- | ----------- | ----------- | ---------------- | ---------------- | ---------------- | ---------------- |
| Myriam Léonie Mani  | 100 m      | 10.50    | 3 Q       | 10.08       | 6           | Gick inte vidare | Gick inte vidare | Gick inte vidare | Gick inte vidare |
| Carole Kaboud Mebam | 400 m häck | 57.81    | 6         | i.u.        | i.u.        | Gick inte vidare | Gick inte vidare | Gick inte vidare | Gick inte vidare |

Fältgrenar
| Idrottare              | Gren          | Kval  | Kval      | Final            | Final            |
| Idrottare              | Gren          | Längd | Placering | Längd            | Placering        |
| ---------------------- | ------------- | ----- | --------- | ---------------- | ---------------- |
| Françoise Mbango Etone | Tresteg       | 14.50 | 6 Q       | 15.39            | 1                |
| Georgina Toth          | Släggkastning | NM    | —         | Gick inte vidare | Gick inte vidare |

## Judo
Herrar
| Idrottare       | Gren                    | Inledande omgång           | Sextondelsfinal         | Åttondelsfinal       | Kvartsfinal          | Semifinal            | Återkval 1           | Återkval 2           | Återkval 3           | Final / BM           | Final / BM |
| Idrottare       | Gren                    | Motståndare Resultat       | Motståndare Resultat    | Motståndare Resultat | Motståndare Resultat | Motståndare Resultat | Motståndare Resultat | Motståndare Resultat | Motståndare Resultat | Motståndare Resultat | Placering  |
| --------------- | ----------------------- | -------------------------- | ----------------------- | -------------------- | -------------------- | -------------------- | -------------------- | -------------------- | -------------------- | -------------------- | ---------- |
| Franck Moussima | Halv tungvikt (-100 kg) | Martínez (MEX) W 0100–0001 | Hadfi (HUN) L 0010–1002 | Gick inte vidare     | Gick inte vidare     | Gick inte vidare     | Gick inte vidare     | Gick inte vidare     | Gick inte vidare     | Gick inte vidare     |            |

## Rodd
Herrar
| Idrottare         | Gren          | Heat    | Heat      | Kvartsfinal | Kvartsfinal | Semifinal | Semifinal | Final   | Final     | Final |
| Idrottare         | Gren          | Tid     | Placering | Tid         | Placering   | Tid       | Placering | Tid     | Placering |       |
| ----------------- | ------------- | ------- | --------- | ----------- | ----------- | --------- | --------- | ------- | --------- | ----- |
| Paul Etia Ndoumbe | Singelsculler | 7:59,26 | 5 SE/F    | BYE         | BYE         | 7:29,68   | 2 FE      | 7:21,34 | 28        |       |

## Simning
- Huvudartikel: Simning vid olympiska sommarspelen 2008

## Tyngdlyftning
- Huvudartikel: Tyngdlyftning vid olympiska sommarspelen 2008